# 戴斯灰蝶屬
戴斯灰蝶屬（Gem，學名：Desmolycaena）是灰蝶科噩灰蝶亞科中的一個屬。物種分佈於沙特阿拉伯和南非。

## 物種
- 阿戴斯灰蝶 Desmolycaena arabica
- 戴斯灰蝶 Desmolycaena mazoensis